# El Club de los Poetas Violentos
Pour les articles homonymes, voir CPV.
El Club de los Poetas Violentos (CPV) est un groupe de hip-hop espagnol originaire de Madrid (Barrio de Ascao), et de la province (Alcorcón et Torrejón de Ardoz). CPV est l'un des groupes pionniers du hip-hop espagnol.

## Biographie

### Débuts
Bien que déjà connu auparavant, les CPV commencent à prendre forme en 1993. À ce moment-là, les membres fréquentent le quartier d'Ascao (Madrid), où ils rencontrent d'autres passionnés de hip-hop. Plusieurs chansons retracent ces moments comme 9:30 P.M. et 4:30 A.M., ou Sanchez, le nom d'un marché à Ascao. Le groupe est initialement formé sous le nom de Tribunal. El Meswy définit le groupe comme : « le plus anarchique, diversifié et égalitaire de l'histoire du hip-hop dans notre langue depuis l'apparition des premiers groupes. » En 1993, ils composent leur première démo. Malgré sa faible distribution, la démo a eu un grand impact au niveau national.
En 1994, leur premier album, Madrid, zona bruta, est publié par Yo Gano et distribué par BoaCor. Il est considéré par la presse spécialisée locale comme le premier travail de hip-hop incontestable en Espagne. Le titre s'inspire de la société de disques Zona Bruta. Il est édité en format CD et double-vinyle et vendu à 2 000 exemplaires. Après ce premier album, Frank-T quitte le groupe pour poursuivre une carrière solo. En 1997, le groupe publie le maxi Y ahora ké, eh?, et son second LP, La saga continúa 24/7. Il est édité en format CD et double-vinyle et vendu à 10 000 exemplaires. Par rapport au premier volet, ce second album présente des textes plus réfléchis et plus élaborés sur la société et l'immigration.
En 2002, les labels Discos Tesla et Bit Music publient Estilo hip-hop, en format 3 CD + DVD.
Après près de dix ans d'inactivité et une séparation définitive;, le groupe se réunit pour un concert à Pinto (Madrid). En 2012, ils publient un nouvel album intitulé Siempre.

## Discographie
- 1994 : Madrid, zona bruta
- 1996 : Y ahora ke, eh?
- 1996 : La saga continua 24/7
- 1998 : 9:30 Remix
- 1998 : Guannais / A muerte
- 1998 : Grandes planes
- 2005 : Lo más Bruto de CPV (best-of)
- 2006 : Madrid, Zona Bruta (Edición Extra)
- 2012 : Siempre